# Dubova
Dubova (Plavișevița jusqu'en 1977, Dunatőlgyes en hongrois, ) est une commune roumaine du județ de Mehedinți, dans la région historique du Banat et dans la région de développement du Sud-Ouest.

## Géographie
La commune de Dubova est située au sud-ouest du județ, dans la région historique du Banat, sur la rive gauche du Danube, adossée aux Monts Almăj (Munții Almăjului), face à la Serbie.
Le village de Dubova est situé dans les Portes de Fer, entre les défilés les plus étroits du fleuve.
La commune est à 25 km au sud-ouest d'Orșova et à 50 km à l'ouest de Drobeta Turnu-Severin, la préfecture du județ.
Elle est composée des trois villages suivants (population en 2002) :
- Baia Nouă (274) ;
- Dubova (499), siège de la municipalité ;
- Eibenthal (308).

## Histoire
La commune appartenait au royaume de Hongrie jusqu'au démantèlement de l'Empire austro-hongrois après la Première Guerre mondiale en 1920 au Traité de Trianon. Elle a alors rejoint le royaume de Roumanie.
Dubova faisait partie de la Clisura Dunării, zone de la frontière militaire face à l'Empire ottoman et était peuplée de communautés roumaines, tchèques, serbes et allemandes.
En 1930, la commune comptait 1 686 Roumains et 916 Tchèques. La commune compte encore le plus important pourcentage de population tchèque du pays, notamment dans le village d'Eibenthal.

## Religions
En 2002, 55,68 % de la population était de religion orthodoxe, 42,09 % étaient catholiques romains et 1,1 % catholiques grecs.

## Démographie
En 2002, les Roumains représentaient 55,41 % de la population totale, les Tchèques 40,7 %, les Tsiganes 1,01 % et les Serbes 1,01 %. La commune comptait 483 ménages et 504 logements.
| 1992  | 2002  | 2007 |
| ----- | ----- | ---- |
| 1 300 | 1 081 | 977  |

## Économie
L'économie est basée sur l'agriculture, l'exploitation des forêts et le tourisme. Une mine d'anthracite est en exploitation à Eibenthal.

## Lieux et monuments
- Rives du Danube, défilés des Portes de Fer, aux paysages grandioses et spectaculaires.
- Monastère Mraconia, au sud de Dubova, construit sur le bord du fleuve.
- Sculpture monumentale du roi Décébale (roi dace qui combattit les Romains lors de l'invasion de la Dacie) sur la montagne.
- Grotte Ponicova (Peștera Ponicova).
- Parc naturel des Portes de Fer (Parcul Natural Porțile de Fier).
- Réserves naturelles Cazanele Mari et Ciucarul Mare.